# Енциклопедія польського театру
Енциклопедія польського театру (пол. Encyklopedia teatru polskiego) — інтернет-енциклопедія, що діє з 4 грудня 2015 року, створена та керована Інститутом театру імені Збігнєва Рашевського у співпраці з Польським товариством театральних досліджень.

## Історія
Портал створила Дорота Бухвальд з Інституту театру у Варшаві імені Збігнєва Рашевського[джерело?]. Праця над створенням енциклопедії тривала понад два роки.

## Опис
Робота над створенням енциклопедії тривала більш як два роки, протягом яких було зібрано та опубліковано в день інавгурації: 200 тематичних статей щодо театральних явищ і термінів, понад 50 тисяч статей, оглядів і понад 80 тисяч дописів про художників. Крім того, близько 100 тисяч світлин з виступів і 20 тисяч програм, афіш.
База даних, яка збагачується та стає доступною з 2015 року, включає, серед іншого, календар історії польського театру, історія діяльності окремих театрів і ансамблів, реєстр театральних прем'єр, а також історія Театру телебачення і Театру польського радіо. Бази даних створені в Студії театральної документації Інституту театрального мистецтва.
Суттєвий нагляд за Енциклопедією польського театру здійснює Інститут театру імені Збігнєва Рашевського та Польського товариства театральних досліджень у формі редакційної групи, хоча формула створення відкрита для читачів завдяки можливості пропонувати доповнення або повідомляти про помилки на певній підсторінці онлайн-енциклопедії.